# Mglebi Zugdidi
Mglebi Zugdidi (georgiska: მგლები ზუგდიდი) är en georgisk fotbollsklubb från staden Zugdidi. Klubben är den näst största i staden, efter Baia Zugdidi som spelar i Umaghlesi Liga. Mglebi bildades år 2006 och spelar sina hemmamatcher på Tsentraluri Stadioni i Zugdidi som tar 3 000 åskådare. Klubben bildades genom en sammanslagning av två lokala klubbar: FK Zugdidi och Mglebi Zugdidi.
Klubben har som bäst spelat i Umaghlesi Liga, där man säsongen 2007/2008 nådde en sjundeplats. I dagsläget spelar klubben två divisioner lägre, i Meore Liga. 

## Säsonger
FK Zugdidi
| Säsong    | Liga         | Pos. | Sp. | V  | O | F  | GM | IM | P  | Cup           | Noter | Tränare |
| --------- | ------------ | ---- | --- | -- | - | -- | -- | -- | -- | ------------- | ----- | ------- |
| 2005/2006 | Pirveli Liga | 12   | 34  | 12 | 7 | 15 | 24 | 33 | 43 | 32-lagsrundan |       |         |
Mglebi Zugdidi
| Säsong    | Liga           | Pos. | Sp. | V  | O | F  | GM | IM | P  | Cup          | Noter | Tränare |
| --------- | -------------- | ---- | --- | -- | - | -- | -- | -- | -- | ------------ | ----- | ------- |
| 2005/2006 | Regionuli Liga |      |     |    |   |    |    |    |    |              |       |         |
| 2006/2007 | Pirveli Liga   |      |     |    |   |    |    |    |    |              |       |         |
| 2007/2008 | Umaghlesi Liga | 7    | 26  | 10 | 3 | 13 | 27 | 33 | 33 | 16-delsfinal |       |         |
| 2008/2009 | Umaghlesi Liga |      |     |    |   |    |    |    |    |              |       |         |
| 2011/2012 | Meore Liga     |      |     |    |   |    |    |    |    |              |       |         |